# Rif (Frisia)
Rif es un amplio islote arenoso del mar de Frisia, cerca de la isla de Schiermonnikoog.
En origen un banco de arena, actualmente tiene una altura que llega al metro y medio sobre el nivel medio del mar, con, desde hace unos cuantos años, ligera tendencia a la formación de dunas. El banco apareció debido al cierre del Lauwerszee en 1969, que disminuyó el flujo de agua al estrecho entre Ameland y Schiermonnikoog, por lo que el canal que las separaba se fue llenando de sedimentos y haciéndose menos profundo. La playa occidental de Schiermonnikoog creció, y un antiguo bajo próximo se convirtió en un banco: el Rif. 
Aunque no acoge todavía vida vegetal, la isla sirve de punto de nidificación para muchas aves durante la época reproductora (mayo a agosto), por lo que su acceso está prohibido. Es además un lugar de descanso de focas.
- Datos: Q1825429
- Multimedia: Rif (island) / Q1825429